# Offanengo
Offanengo (Fanènc in dialetto cremasco) è un comune italiano di 5 923 abitanti della provincia di Cremona in Lombardia, situato a circa 5 chilometri dalla città di Crema. Il territorio del comune è compreso fra i 76 e gli 87 metri sul livello del mare.

## Etimologia del nome
Il nome Offanengo è di origine longobarda. Questo popolo germanico arrivò in Italia nel 568 e si insediò principalmente nella Pianura Padana, sotto la guida del Re Alboino, che fece di Pavia la capitale.
Offanengo deriva da una preposizione au, che può variare in auf, auv, aut e così via, che indica una località o un promontorio elevato e sporgente, e da un suffisso engo, che significa dentro l'aqua corrente e caratterizza l'ambiente circostante.
Offanengo è perciò il paese posto sui dossi sporgenti, e circondato da corsi di acqua corrente. Erano due i principali promontori abitati di Offanengo, prima che arrivassero i Longobardi: uno detto Offanengo Maggiore sul quale era costruita la chiesa di S. Maria della Purificazione, e l'altro Offanengo Minore con la chiesa di San Lorenzo.
Non si conosce con certezza la storia dei nomi di Offanengo, ma secondo un libro intitolato Offanengo dai Longobardi la cronologia è la seguente:
- Obeningo (905-946)
- Ausoningo (947-965)
- Aufoningo (966-980)
- Aufeningo (981-992)
- Apponingo (993-998)
- Offenengo (999-)

## Araldica

Stemma di Offanengo. D.P.R. 14 luglio 1960.

## Storia
L'insediamento sparso al di qua del fiume Serio (che poi fu chiamato Offanengo) era una località a dossi e abitato dagli Insubri, poi incluso in epoca romana nella Gallia Cisalpina. Quando l'Impero Romano decadde, via via la regione venne occupata da gruppi di popolazioni nordiche che si spostavano alla ricerca di terre più fertili, tra questi i Longobardi, ai quali è da far risalire il toponimo "Offanengo" che forse significa "luogo alto", in conformità al fatto che i nuclei abitati erano situati su alture. Il più antico documento è del 947 e parla di un territorio chiamato Aufaningo, auf=sopra, ingo o engo=stante, ma si può ritenere che i luoghi fossero abitati anche molto tempo prima in quanto i documenti di cui sopra attribuiscono alla zona notevole importanza e citano la presenza di alcune chiese (Maria Purificata e S. Lorenzo) riconducibili al IV e V secolo.
A giudicare dalle armi (lance, spade, scudi, speroni) rinvenute nelle tombe scoperte a Offanengo negli anni sessanta, è possibile dedurre che gli occupanti appartenevano alla classe nobile, di alto rango e che Offanengo doveva costituire un importante distretto militare sulle vie romane (Brescia-Lodi) che attraversava il Cremasco, fortificato in modo sistematico, come si può vedere percorrendo il perimetro dell'ora demolito doppio circolo murario. Dopo che i Longobardi furono sconfitti dai Franchi, le terre fiscali (del Re) furono divise tra i grandi monasteri e le famiglie feudali. Offanengo fu infeudata a un ramo dei Gisalbertini di Bergamo, i Conti di Offanengo.
In Offanengo, sorgeva un castello rafforzato da quattro torri di difesa con mura merlate, occupato nel 1412 da Pandolfo Malatesta, signore di Brescia, ripreso nel 1416 dal cremasco Giorgio Benzoni e da lui raso al suolo affinché non fosse più strumento di offesa per la città di Crema. Data la sua posizione non lontana da Crema e Cremona, Offanengo fu partecipe delle discordie tra le due città per il possesso dell'Isola Fulcheria.
Intorno alla metà del XV sec. il paese entrò a far parte della Repubblica di Venezia con il vantaggio di stabilità politica ed economica. Durante il governo della Repubblica Veneta infatti, Offanengo, come gran parte del Cremasco conobbe un periodo di operosa tranquillità: fu favorito lo sviluppo dell'agricoltura anche mediante bonifiche e si provvide alla costruzione di rogge di irrigazione. il nucleo abitato, a prevalente tipologia rurale, assunse in quegli anni la configurazione viaria che si riscontra attualmente nel centro storico, mentre la distribuzione degli edifici doveva restare pressoché immutata fino alla seconda guerra mondiale.
L'oratorio di S. Rocco fu costruito intorno alla prima metà del XVI sec., in occasione della pestilenza del 1527/28 e rappresenta una significativa testimonianza del culto tributato a questo popolare santo, protettore dei malati di peste.  È il più antico monumento esistente in Offanengo ed è un'ottima testimonianza dell'architettura lombarda di quel periodo. Si distingue per il pregio architettonico e per l'interesse della decorazione interna, in particolare degli affreschi che ne adornano la zona absidale, eseguiti sicuramente dopo il 1566.
Anticamente le Pievi o chiese battesimali sorgevano in luoghi importanti. Solo nelle Pievi si poteva battezzare, cantare messa e solo 3 volte all'anno tenere il Capitolo, cioè adunanze dei preti che dipendevano dalla chiesa battesimale. Nel X sec., le chiese che pur non essendo cattedrali avevano dei canonici che facevano vita in comune, rispettavano una regola e tenevano il Capitolo, si chiamarono Collegiate. L'attuale Collegiata di Offanengo è dedicata a S. Maria Purificata ed è del 1896, anno in cui la precedente venne demolita. Internamente presenta 3 navate movimentate da arcate alternate da semicolonne di gusto classicheggiante.

## Manifestazioni

### Fiera
Un'importante manifestazione nata nel 1969 da un'idea dell'allora on. Narciso Patrini è il Settembre Offanenghese nella quale è inserita dal 1984 la "Fiera Madonna del Pozzo", di ispirazione agroalimentare e merceologica. 
Viene allestita nelle vie del paese durante la prima settimana di settembre con 70 stand e affiancata da manifestazioni sportive, culturali e di intrattenimento.

### Sagra
10 agosto: Sagra di San Lorenzo. 
Tipica sagra di paese con degustazione di tortelli e presenza di Lunapark nel centro storico.

### Carnevale
Carnevale di Offanengo, con balli in maschera, carri allegorici e sfilate.

## Infrastrutture e trasporti
Il territorio è attraversato dalle ex strade statali C235 "di Orzinuovi" e 591 "Cremasca".
Fra il 1880 e il 1931 nella località era presente una fermata della tranvia Lodi-Crema-Soncino.

## Amministrazione
Elenco dei sindaci dal 1985 ad oggi.
| Periodo | Periodo   | Primo cittadino   | Partito              | Carica  | Note |
| ------- | --------- | ----------------- | -------------------- | ------- | ---- |
| 1985    | 1990      | Silverio Pezzotti | Democrazia Cristiana | sindaco |      |
| 1990    | 1995      | Silverio Pezzotti | Democrazia Cristiana | sindaco |      |
| 1995    | 1999      | Gabriele Patrini  | centro               | sindaco |      |
| 1999    | 2004      | Gabriele Patrini  | centro               | sindaco |      |
| 2004    | 2009      | Fabio Forner      | lista civica         | sindaco |      |
| 2009    | 2014      | Gabriele Patrini  | lista civica         | sindaco |      |
| 2014    | 2019      | Gianni Rossoni    | lista civica         | sindaco |      |
| 2019    | 2024      | Gianni Rossoni    | lista civica         | sindaco |      |
| 2024    | in carica | Gianni Rossoni    | lista civica         | sindaco |      |

## Società

### Evoluzione demografica
Abitanti censiti

### Etnie e minoranze straniere
Al 31 dicembre 2020 i cittadini stranieri sono 603. Le comunità nazionali numericamente significative sono:
1. India, 188
2. Romania, 138
3. Cina, 37
4. Egitto, 36
5. Albania, 28
6. Marocco, 27

## Chiese, parchi e musei

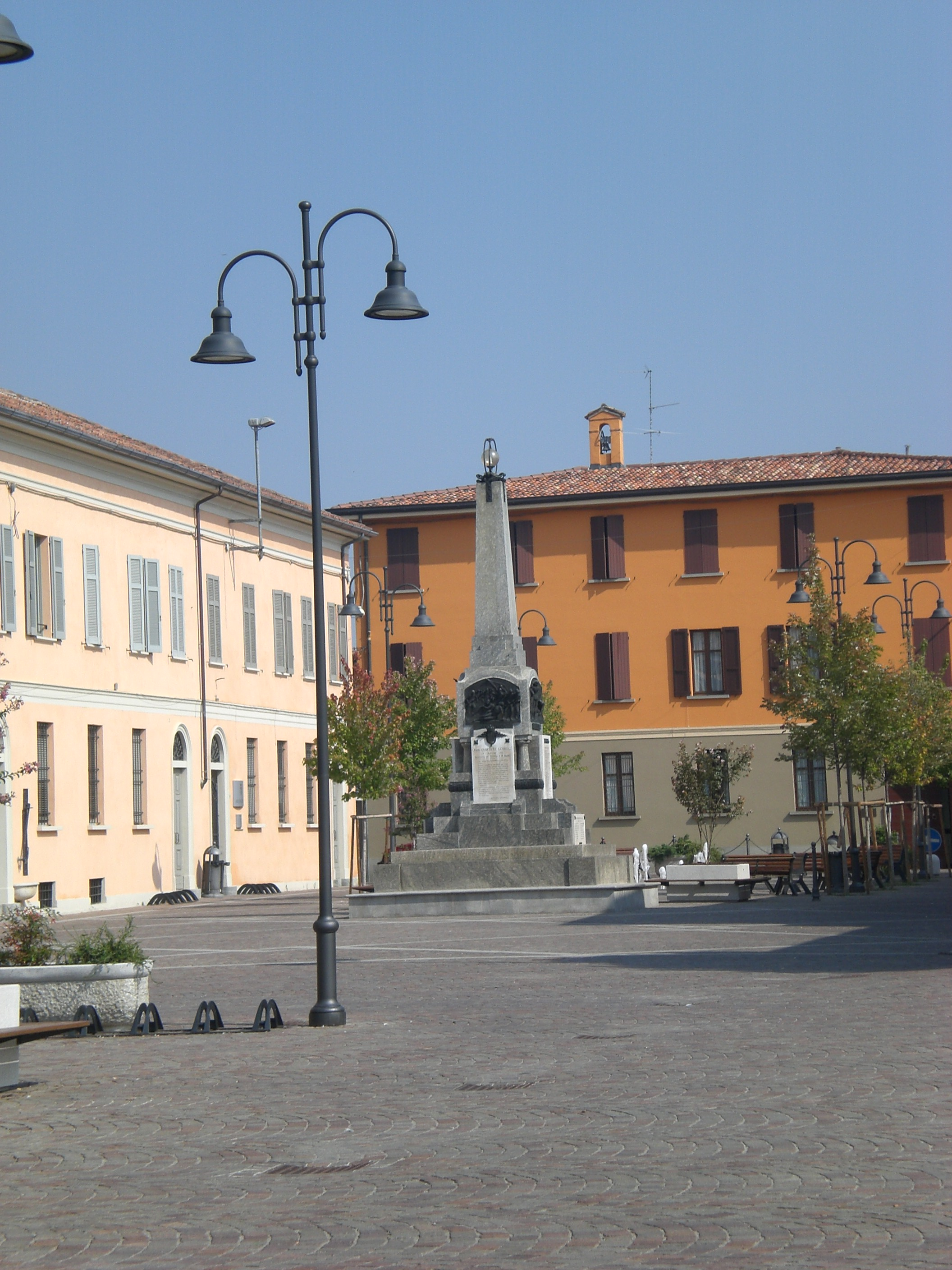
Piazza Senatore Patrini

### Museo della Civiltà contadina
Il museo è stato creato con l'intento di conservare e studiare le testimonianze della vita contadina che ha caratterizzato il passato del paese. Nasce come mostra di arnesi e utensili propri della attività e del quotidiano del mondo contadino, a cura di alcune classi della locale scuola media, negli anni ottanta.
Via via arricchito, ora comprende 400 pezzi circa che documentano gli aspetti del lavoro agricolo e artigianale ma anche la vita di "cascina" durata fino ai primi decenni del secolo, appena prima che il paese di originaria vocazione agricola, arrivasse al benessere con l'industrializzazione. Ogni pezzo del museo ha un nome, un uso, un donatore, una storia che si racconta preferibilmente in dialetto, a dimostrazione che nel linguaggio ormai parlato solo dagli anziani, si è depositata e trasmessa una ricchezza di esperienza, di capacità, di inventiva.

### Piazza Senatore Patrini
Piazza Senatore Patrini è il centro di Offanengo. Al suo centro si trova il Monumento ai Caduti della prima guerra mondiale e della seconda guerra mondiale. Domina la piazza la Chiesa di Santa Maria Purificata.

### Chiesa di Santa Maria Purificata
Fondata nella prima metà del XVIII secolo, la chiesa di Santa Maria Purificata è l'imponente luogo religioso moderno che si trova nel centro di Offanengo, ed è il luogo dove si svolge la messa settimanale.
Lo spento interno della chiesa si altera al colorato altare, che la domina. Alle sue pareti sono appesi i quadri raffiguranti la Via Crucis dipinta da Mauro Piccinardi (1735-1809).

### Chiesa di San Rocco
La chiesa di San Rocco, risalente al XVI secolo, è la chiesa più antica di Offanengo. Ospita un dipinto del pittore cremasco Gian Giacomo Barbelli ed un ciclo di affreschi che alcuni studiosi attribuiscono all'attività giovanile dello stesso pittore.

### Chiesa della Madonna del Pozzo
La chiesa della Madonna del Pozzo, risalente al XVII secolo, è una chiesa situata vicino al confine antico del Comune di Offanengo. All'interno ospita un interessante altare barocco in stucco che incornicia l'immagine miracolosa della Vergine Maria dipinta ad affresco ed assai venerata in paese. Alla Madonna del Pozzo è intitolata anche la Fiera Settembrina organizzata dal 1983 dal "Comitato Settembre offanenghese".

### Parco Dossello
Il Parco Dossello è situato nella zona residenziale adiacente alla nascente zona sportiva di Palazzetto dello sport e stadio: è interessato dal giugno 2008 da lavori di manutenzione a cura dell'Amministrazione e dell'Assessorato allo Sport e all'Ambiente, sotto progetto di Andrea Doldi, con la conseguente creazione di un percorso di mezzo chilometro che affianca il perimetro del parco, l'aggiunta di arredo urbano, panchine, giochi per bambini, attrezzature per sport all'aria aperta, e di diversi tipi di piante e arbusti. Questo progetto si delinea come il primo grande parco urbano di Offanengo, necessario data la attuale e futura espansione dell'abitato. Inoltre il Parco è arricchito dalla presenza della Cappella, valorizzata dal nuovo percorso.

## Sport
Ha sede nel Comune la società di calcio U.S. Offanenghese, nata nel 1933, militante nel campionato di Eccellenza 2021-2022.
La società di pallavolo Volley Offanengo 2011 disputa il Campionato Nazionale Serie A2 di pallavolo femminile.

## Galleria d'immagini

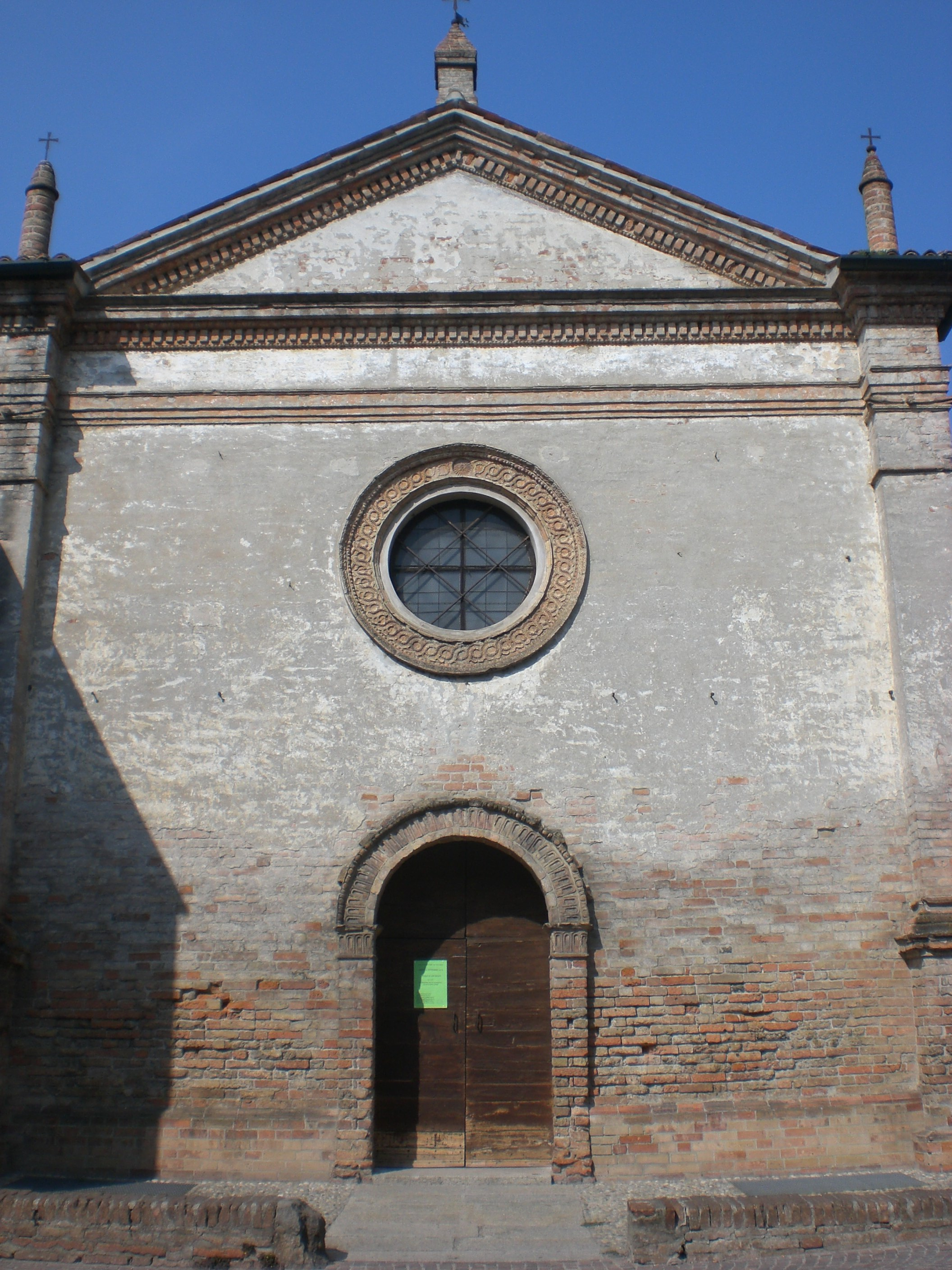
Oratorio di San Rocco
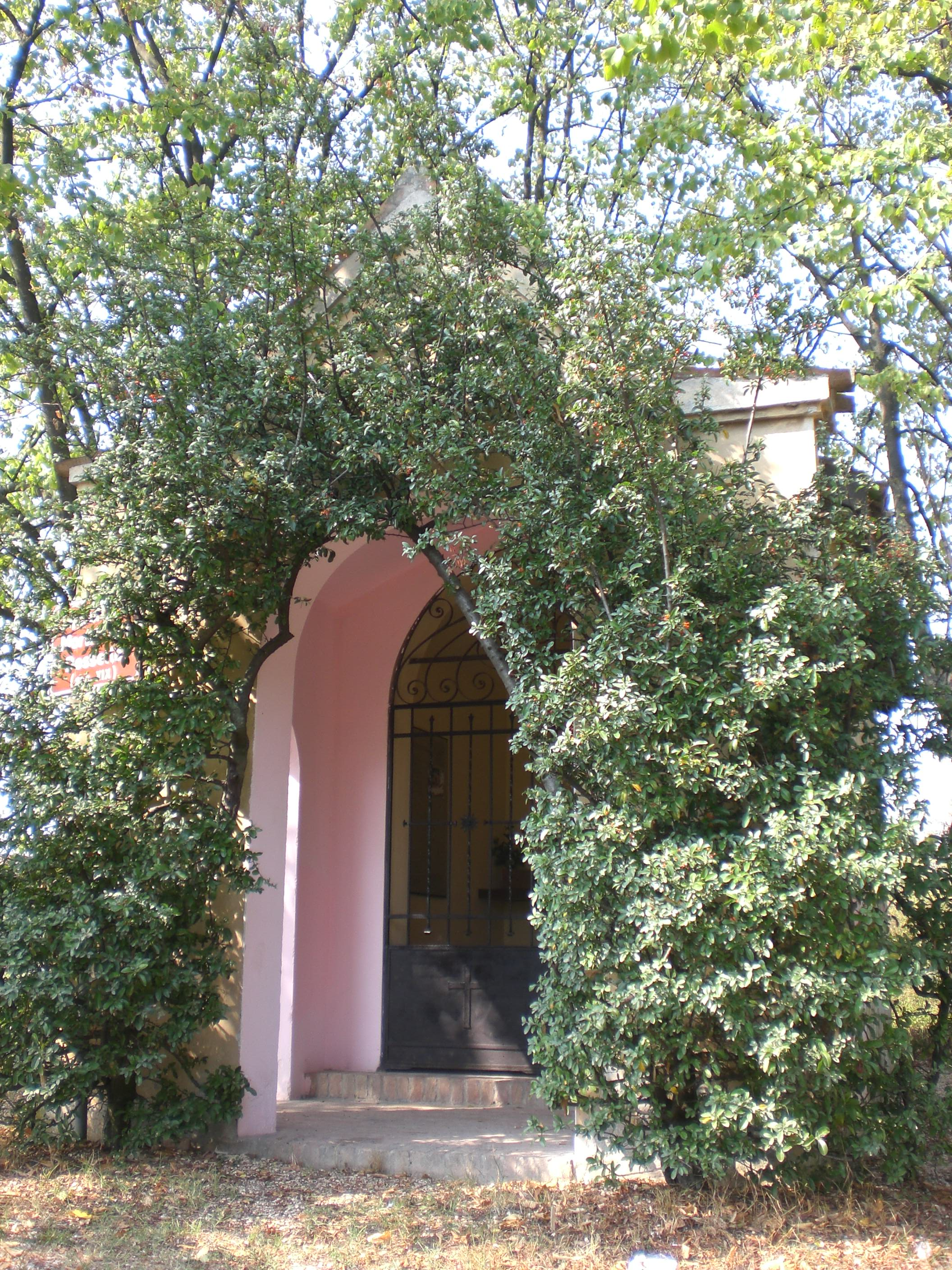
Cappella del Dossello
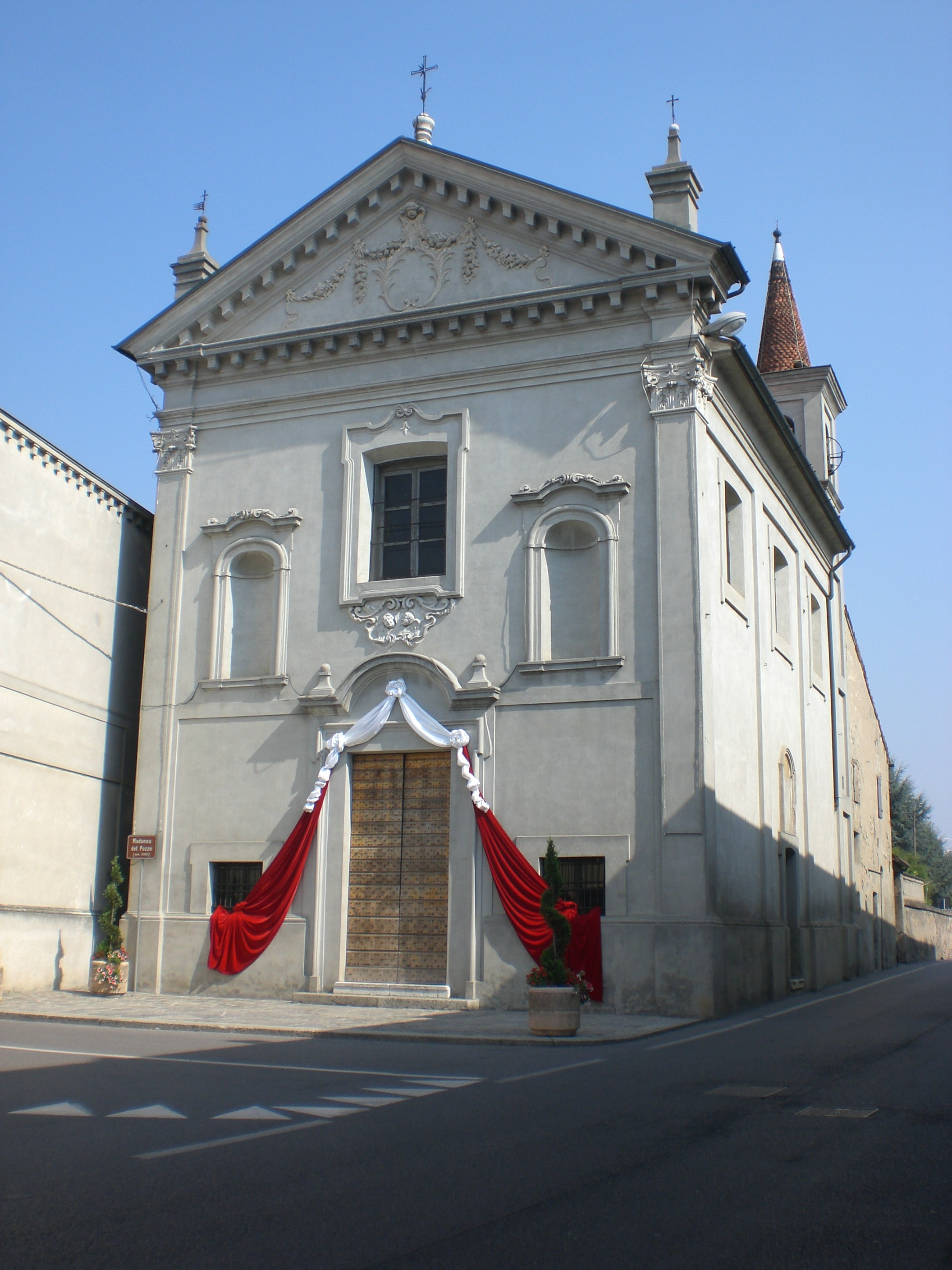
Madonna del Pozzo
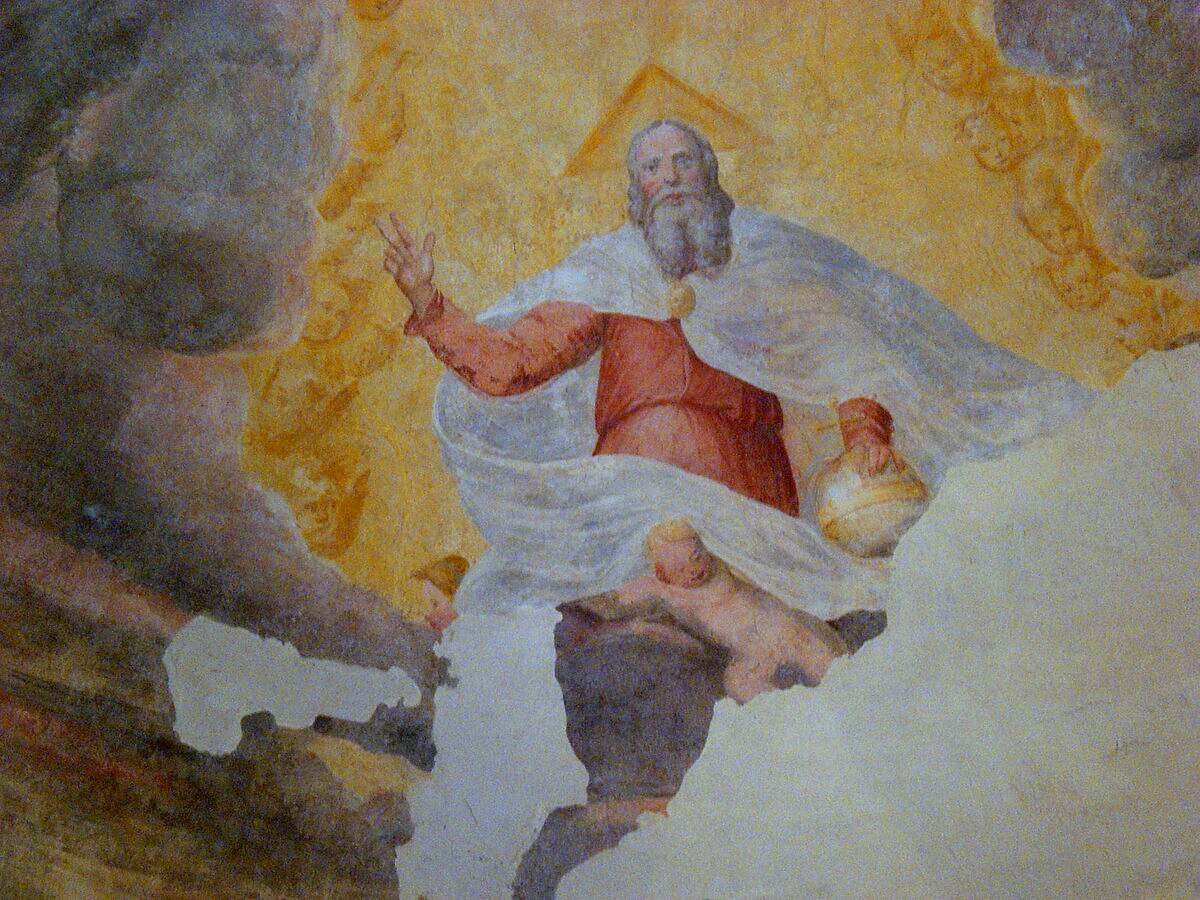
Dipinto nell'abside della Chiesa di San Rocco